# Gasklocka

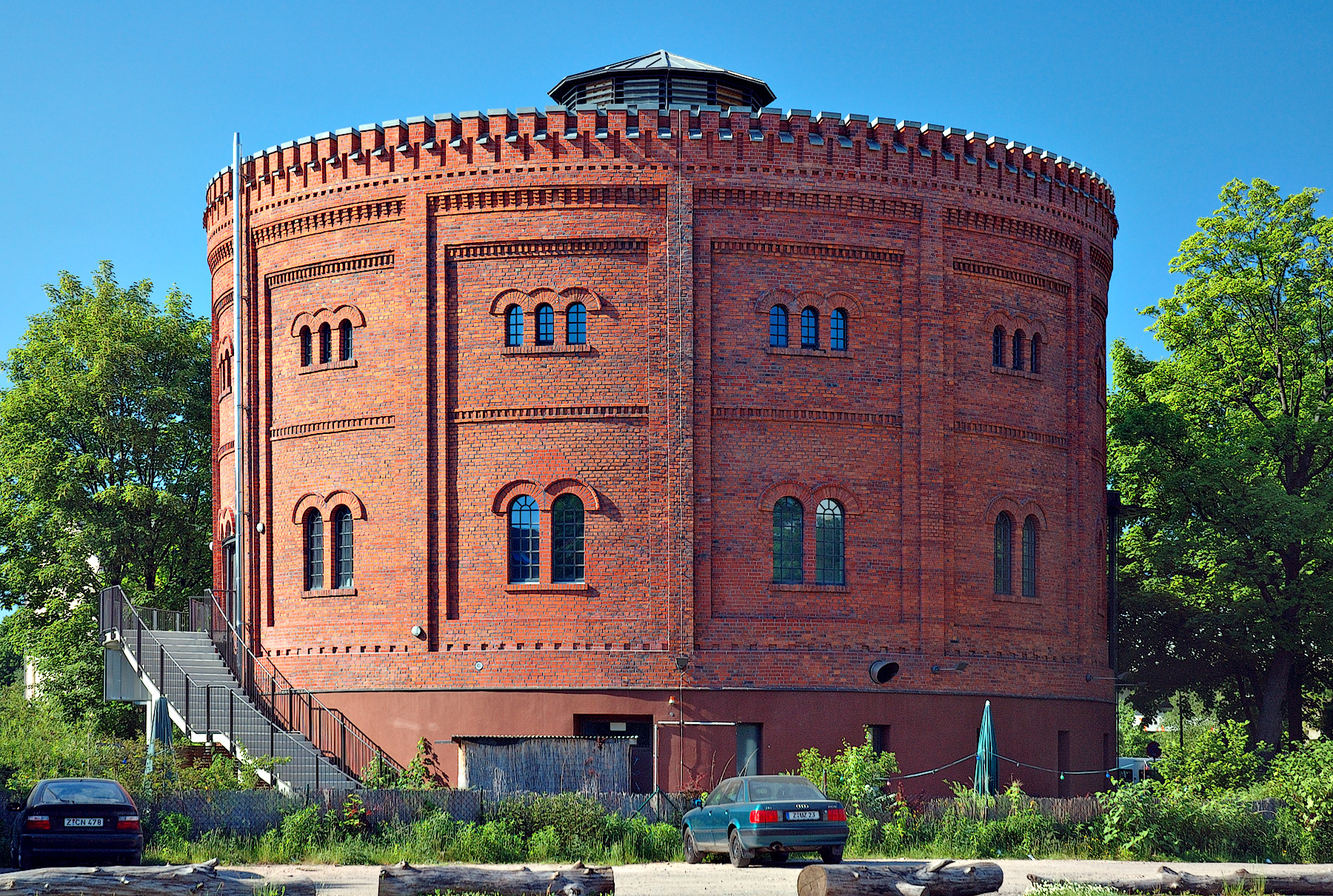
Den gamla gasklockan i Zwickau, Tyskland

En gasklocka eller gasometer är en cisternliknande anläggning byggd för att lagra stadsgas eller naturgas. Vissa gasklockor har teleskopfunktion och kan därför anta olika höjd.
Förbrukningen av stadsgas varierar stort under dygnet, medan tillverkningen i ett gasverk är i stort sett konstant. Därför behövs gasklockan som magasin: den upptar tillverkningsöverskottet de timmar då förbrukningen är liten, och avger det igen när förbrukningen blir större än tillverkningen. Gasklocksutrymmet utgör vanligen 60-70 procent av verkets största tillverkningsförmåga per dygn. 

## Teleskopgasklockor

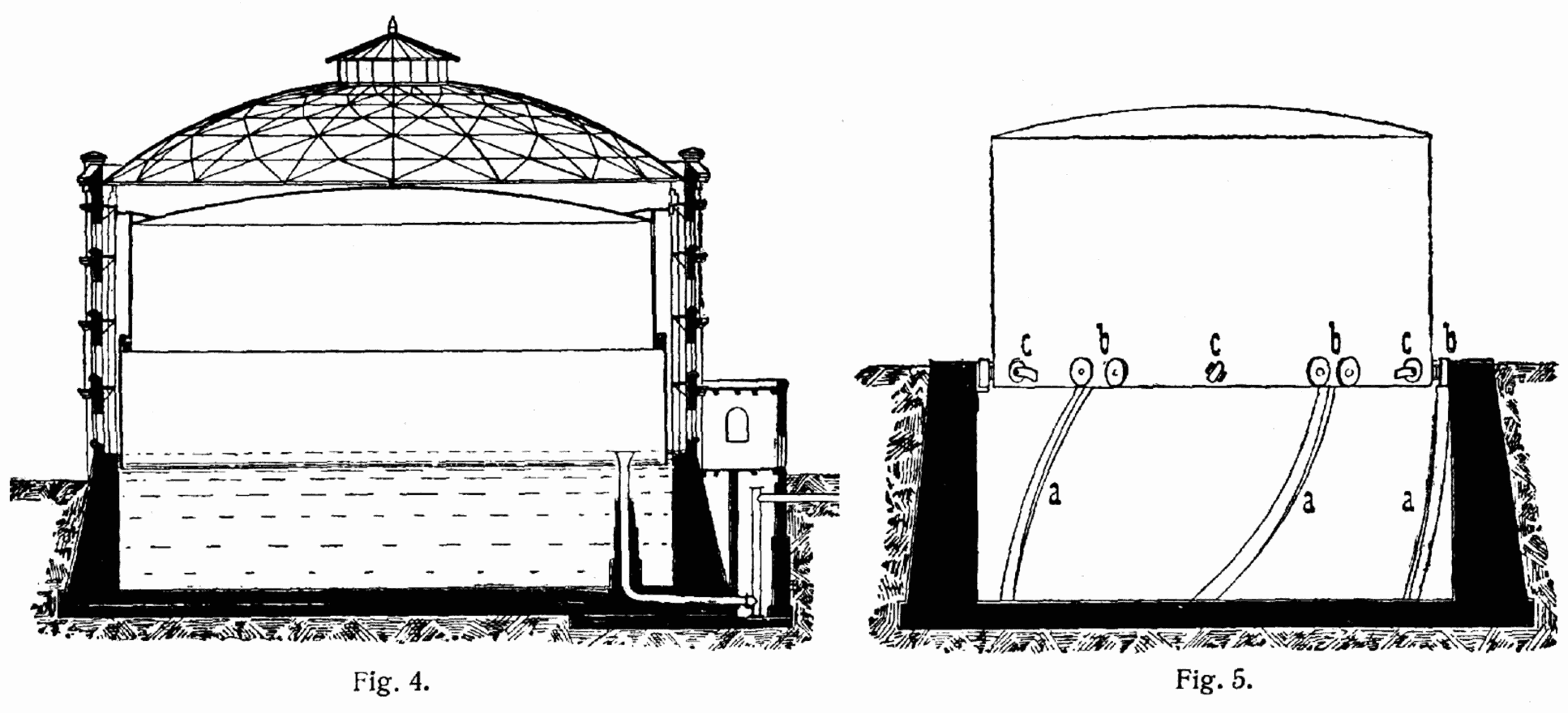
Teleskopgasklocka

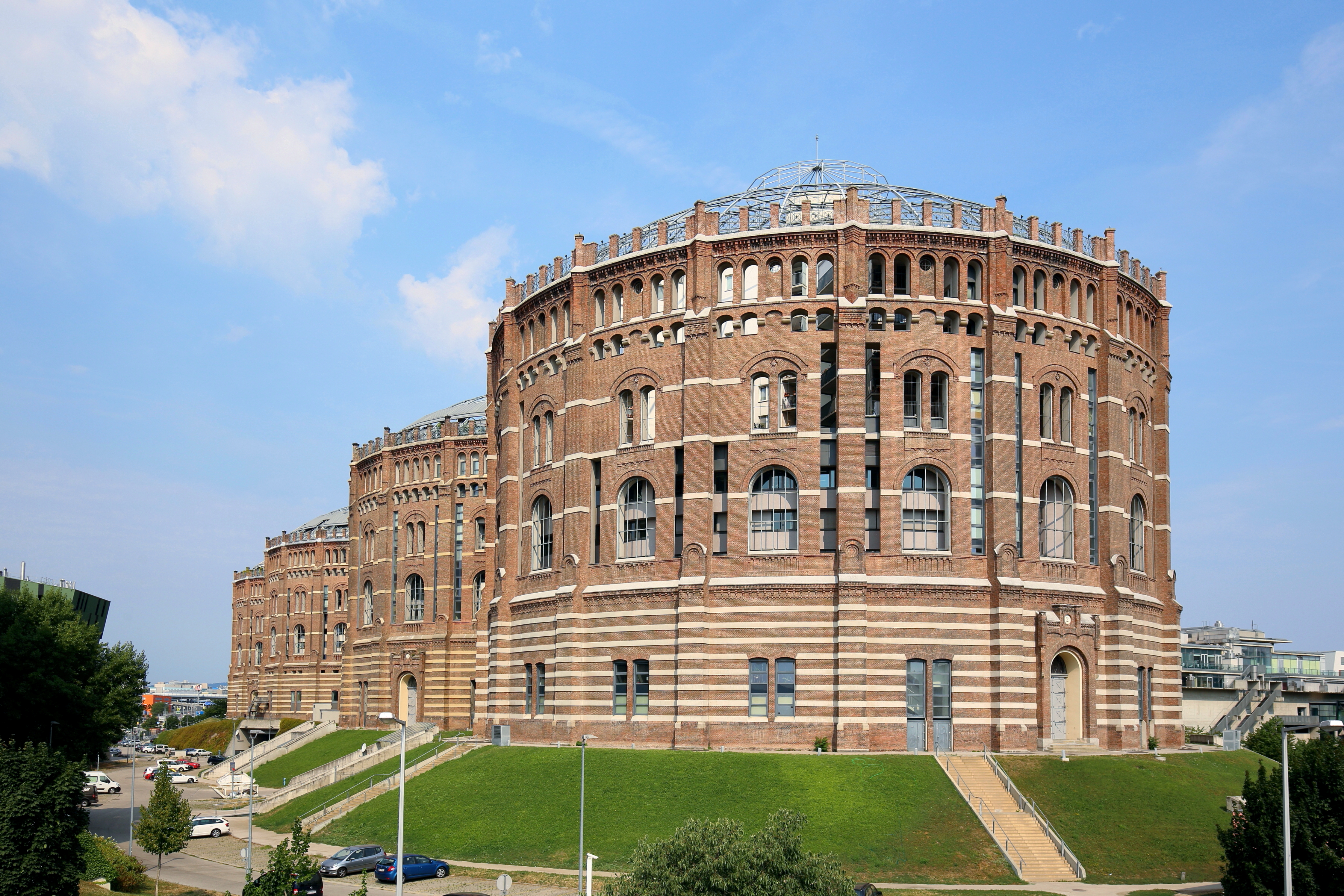
Den gamla gasklockan i Wien, Österrike

En teleskopgasklocka eller Gasklocka består av följande huvuddelar: 
1. vattenbassäng eller klockor av murverk, betong eller järnplåt;
2. själva klockan, en- eller flerdelad;
3. ledarställning;
4. in- och utloppsrör, utmynnande något över vattenytan inuti klockan.

Förr användes uteslutande klockor av murverk eller betong, nedsänkta i marken, men senare användes mest kar av järnplåt, byggda halvt om halvt ovan jord. Klockan, som består av järnplåt, neddoppar i klockkaret. Då klockan är tom vilar dess underkant på botten av klockkaret. Vid mindre klockor är klockan utförd i ett stycke, vid större i flera delar, så kallade lyft. Klockor med en rymd av ända till 400 000 kubikmeter finns utförda med 6 lyft. Då gasen leds in i en sådan så kallad teleskopisk klocka, lyfts först den inre delen. När den är uppe, griper den ringformiga rännan, fickan, på dess undre kant i en motsvarande ring på det andra lyftets övre kant, varefter det andra lyftet börjar gå i höjden och så vidare. Tätningen mellan de olika lyften åstadkoms genom det vatten, som medföres i lyftens fickor. För att klockan skall lyfta sig jämnt över hela omkretsen, måste den styras med rullar, som ligger an mot ledarställningen. Från början var det vanligt att bygga in klockorna i hus, då man fruktade att vätskespärren skulle frysa vid kyla, men sedan effektiva uppvärmningsanordningar togs fram användes vanligen öppna klockor, det vill säga ej inbyggda. Två inbyggda gasklockor, ritade av Ferdinand Boberg, finns vid Stockholms gasverk men är ej i drift.
För att gasen från gasverket skall kunna genomgå de olika tvättarna och kistorna samt pressas in i klockorna, används en exhaustor. Även turbofläktar har använts. Då det är viktigt att exhaustorn håller jämnt tryck, särskilt på sugsidan, regleras trycket med en  regulator. I retorterna (en del av gasverket) bör trycket nämligen alltid vara + 0. Vid högre tryck läcker en del gas ut genom otätheter så att gasen lättare sönderdelas och vid lägre tryck sugs lätt rökgaser in. Regleringen sker antingen med en omloppsregulator, som genom en omloppsledning låter så mycket gas återgå i sugledningen att trycket i denna hålls konstant; eller med en Hahns regulator, som reglerar ångtilloppet till den direktkopplade ångmaskinen efter trycket i ledningen.
Gasen kan inte ledas direkt från gasklockan ut i ledningsnätet, eftersom klockan utövar olika tryck på gasen beroende på det höjdläge, som den för tillfället intar. Gasen får därför från klockan passera en tryckregulator, som håller trycket konstant i den utgående ledningen. Denna apparat liknar till sin konstruktion omloppsregulatorn. Trycket i utloppsledningen verkar på en i vatten flytande klocka, vars rörelse överförs till en i ledningen befintlig ventil, som därigenom ändras så, att trycket i utloppsledningen hålles konstant vid önskad storlek. Genom ändring av klockans belastning, som utgörs av vatten eller fasta vikter, kan samma tryck ändras efter behag.

## Torra gasklockor

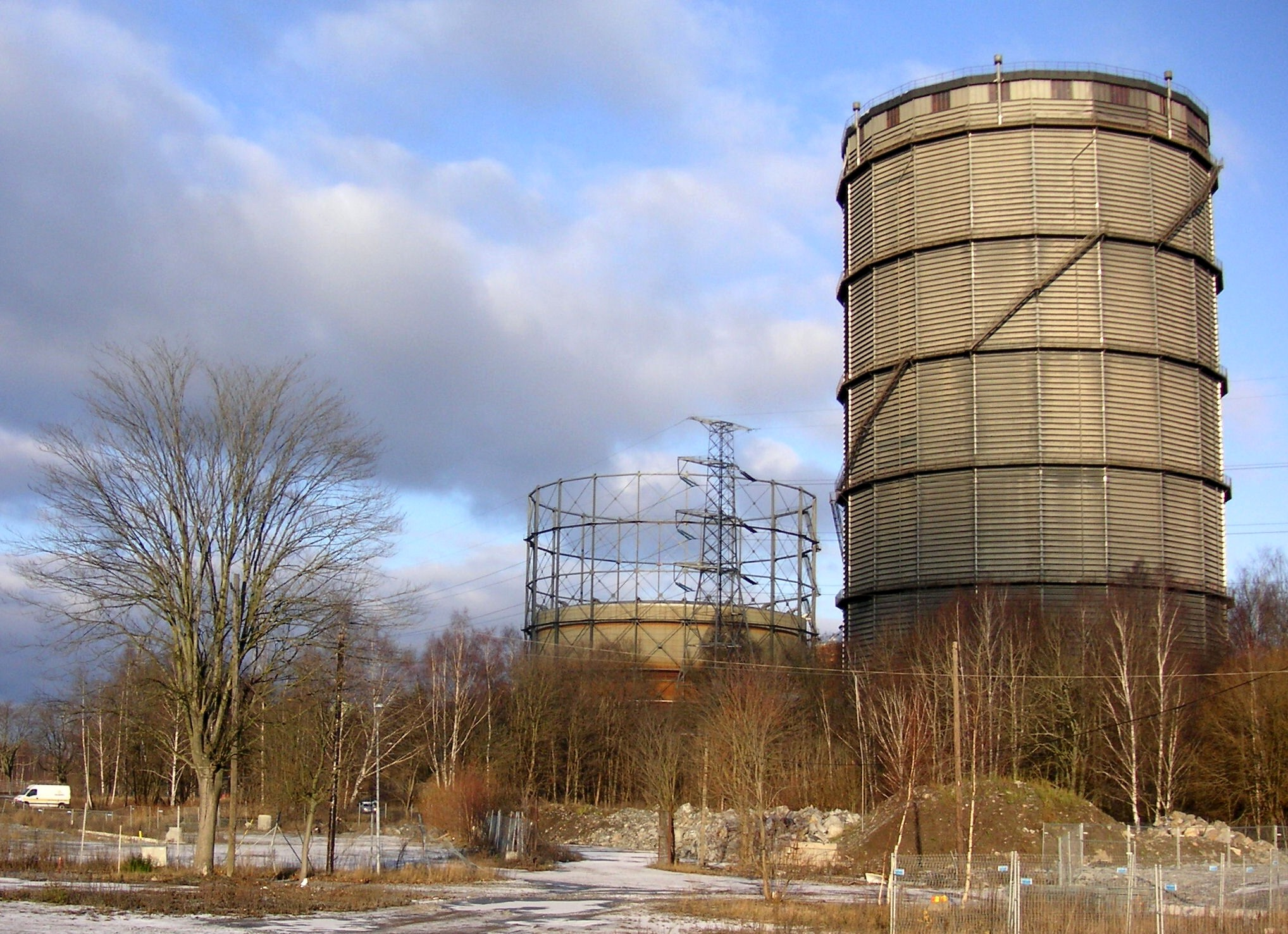
Våt (till vänster) respektive torr gasklocka vid Värtaverket i Stockholm.

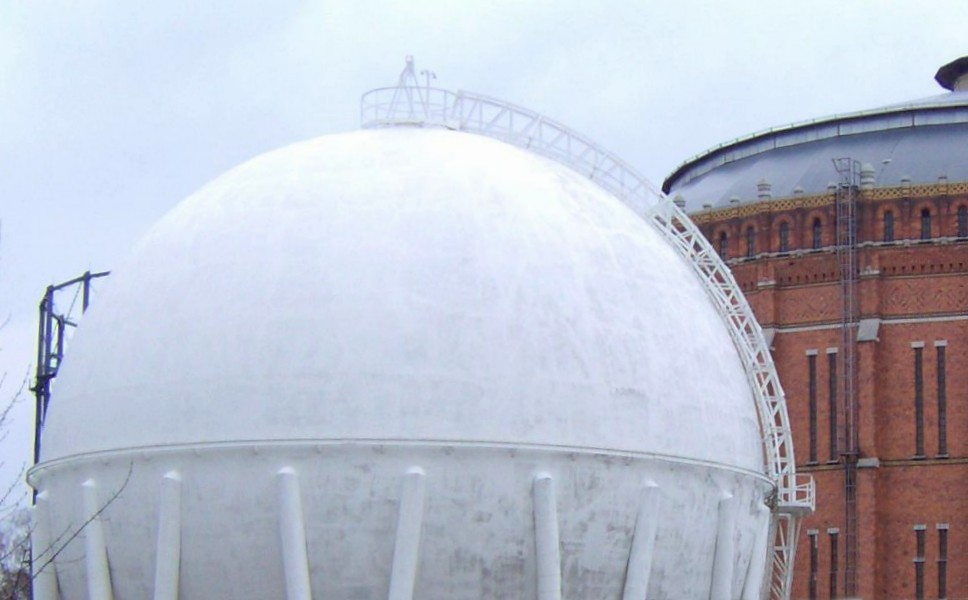
En modern sfärisk gasklocka kallad "golfbollen" framför den av Boberg ritade i tegel. Värtagasverket, Stockholm.

En annan typ av gasklocka är den torra gasklockan. Den består av en cylindrisk cistern innehållande en rörlig kolv. När klockan fylls stiger kolven. Skarven mellan kolven och klockans vägg tätas med en oljespärr. Denna klocktyp har jämfört med våta gasklockor flera fördelar:
- Grundläggningen behöver inte vara lika kraftig, eftersom inget vattenfyllt klockkar förekommer
- Gasklockan kan byggas högre i förhållande till sin diameter
- Ingen uppvärmning av vattenspärr vintertid behövs

En torr gasklocka, uppförd 1932, fanns tidigare vid Stockholms gasverk.

## Sfäriska gasklockor
En nyare typ av gasklocka är den sfäriska gasklockan. Den består av en metallbehållare, i vilken gasen lagras under övertryck. En sådan finns sedan 1972 vid Stockholms gasverk.